# Перунаркіллі
Коценганнан — один із останніх відомих тамільських царів з ранніх Чола.